# Latexo
Latexo es una ciudad ubicada en el condado de Houston en el estado estadounidense de Texas. En el Censo de 2010 tenía una población de 322 habitantes y una densidad poblacional de 126,73 personas por km².

## Geografía
Latexo se encuentra ubicada en las coordenadas 31°23′29″N 95°28′31″O / 31.39139, -95.47528. Según la Oficina del Censo de los Estados Unidos, Latexo tiene una superficie total de 2.54 km², de la cual 2.54 km² corresponden a tierra firme y (0%) 0 km² es agua.

## Demografía
Según el censo de 2010, había 322 personas residiendo en Latexo. La densidad de población era de 126,73 hab./km². De los 322 habitantes, Latexo estaba compuesto por el 82.92% blancos, el 7.76% eran afroamericanos, el 0.31% eran amerindios, el 0.31% eran asiáticos, el 0% eran isleños del Pacífico, el 7.14% eran de otras razas y el 1.55% pertenecían a dos o más razas. Del total de la población el 12.73% eran hispanos o latinos de cualquier raza.